# 下渡头
下渡头，又称“河南下渡”，是廣州河南的北邊的一个自然村。此处以前是一個渡口，在漢朝时就已开村，村民主要姓何、吴、梁。

## 名人
- 楊孚，東漢議郎。

## 古蹟
- 何氏宗祠
- 楊孚井